# Qashqa Darya
Qashqa Darya (modernament escrit Kashkadarya) és un riu de l'Uzbekistan, que neix a les muntanyes del nord-est de Shar-i Sabz (Xahrisabz) i discurreix cap a l'oest formant una vall fèrtil; perd caudal progressivament i s'asseca al desert al sud de Bukharà, però en cas de pluja intensa el seu final es produeix en un petit llac situat a uns 50 km al sud de la ciutat de Bukharà. El riu dona nom a l'oblast (regió) de Kashkadarya.

## Referència
1. ↑  [enllaç sense format] http://www.statoids.com/uuz.html